# Tanja Bogusz
Tanja Bogusz (* 1970 in Hamburg) ist eine deutsche Soziologin und Anthropologin. Sie forscht derzeit als DFG-Projektleiterin am Centre for Sustainable Society Research (CSS) an der Universität Hamburg zur Entwicklung eines interdisziplinären Feldkonzeptes für die Sozial- und die Naturwissenschaften.

## Ausbildung und Tätigkeiten
Tanja Bogusz lernte zunächst den Beruf der Industriemechanikerin in der Fachrichtung Maschinen- und Systemtechnik beim Berufs- und Fortbildungswerk des Deutschen Gewerkschaftsbundes in Pinneberg bei Hamburg und bei Krüger Apparatebau, einem Unternehmen zur Fertigung von Stromabnehmern und Busanzeigern, in Hamburg-Schenefeld. 1996 begann sie mit ihrem Studium der Soziologie, Romanistik und Journalistik an den Universitäten Hamburg und an der Université Paris X – Nanterre. Später studierte sie an der École des Hautes Études en Sciences Sociales (EHESS), dort unter anderem bei den Soziologen Pierre Bourdieu, Michel de Fornel und Pierre Encrevé. Ihren Magister schloss sie 2004 an der Freien Universität Berlin ab. Von 2004 bis 2006 promovierte sie an der Freien Universität Berlin bei Wolf Lepenies. Daraufhin war sie wissenschaftliche Mitarbeiterin am Lehrstuhl für allgemeine und theoretische Soziologie bei Hartmut Rosa an der Friedrich-Schiller-Universität Jena. Von 2008 bis 2012 war sie wissenschaftliche Assistentin am Institut für Europäische Ethnologie der Humboldt-Universität zu Berlin. Am dortigen Institut für Sozialwissenschaften arbeitete sie zeitgleich als Dozentin. 2010 nahm sie eine Gastprofessur an der EHESS Paris wahr. Von 2012 an war sie Forscherin am Centre Marc Bloch in Berlin. 2012–2017 verfügte sie über eine standing invitation für eine Gastprofessur am Collège de France Paris. 2015 bis 2016 hatte sie eine Gastprofessur am Institut für Europäische Ethnologie der Humboldt-Universität zu Berlin inne. 2008 war sie Gastforscherin am Institute for Public Knowledge an der New York University. 2016 reichte sie ihre Habilitation zum Thema „Experimentalismus und Soziologie. Von der Krisen- zur Erfahrungswissenschaft“ an der Friedrich-Schiller-Universität Jena ein und erhielt 2017 die venia legendi für das Fach Soziologie. 2016–2022 war Bogusz Gastprofessorin für „Soziologie sozialer Disparitäten“ an der Universität Kassel. Seit April 2022 ist sie wieder in ihrer Heimatstadt Hamburg an der gleichnamigen Universität als Forscherin tätig.

## Forschung
Tanja Bogusz forscht vor allem in den Bereichen Soziologische Theorie, insbesondere der Praxistheorie, dem Pragmatismus, den Science and Technology Studies, der qualitativen Sozialforschung, der international vergleichenden Kultur- und Sozialanthropologie und seit einigen Jahren der Marine Social Sciences.
In ihrer frühen Forschung widmete sie sich vor allem kultursoziologischen Fragestellungen, so in ihrer Dissertation „Institution und Utopie – Ost-West-Transformationen an der Berliner Volksbühne“, in der sie einen Strukturvergleich der beiden Felder der Kulturproduktion in der DDR und der BRD auf Grundlage ihrer Tätigkeit als Statistin und Komparsin an der Berliner Volksbühne vorlegte. Durch ihre Kenntnisse der französischen Sprache und die frühen Studien- und Forschungsaufenthalte in Frankreich entwickelte sie früh ein soziologisches Profil im Bereich der neueren französischen neopragmatistischen Philosophie, insbesondere zu Bruno Latour und Luc Boltanski, sowie Philippe Descola. Bogusz übersetzte mehrere Aufsätze französischer Soziologen ins Deutsche.
Einen Schwerpunkt ihrer heutigen Arbeit bildet einerseits die Soziologie des Öffentlichen und der Kritik. Hier beschäftigte sich Bogusz intensiv mit Luc Boltanskis und Laurent Thévenots Idee der Soziologie der Rechtfertigung, die sie mit zahlreichen Vorträgen und Schriften, u. a. dem Buch „Zur Aktualität von Luc Boltanski“ in den deutschen Sprachraum mit einführte. Andererseits forscht sie zu Methodologie und dem Verhältnis von Naturalismus und Konstruktivismus als Paradigmen für die Sozialwissenschaft und zum Ökologiebegriff in der Soziologie. Dafür begleitete sie 2012 eine meeresbiologische Expedition zur Biodiversitätsforschung nach Papua-Neuguinea. In ihrem jüngeren Werk verortet sie sich mehr im Bereich der Science and Technology Studies und der Erforschung von Mensch-Umweltbeziehungen im Anthropozän. Bogusz nutzt dabei die pragmatistische Philosophie nach John Dewey für die Etablierung des von ihr entwickelten Soziologischen Experimentalismus, hier insbesondere unter den Schlagworten sozialer Kollaboration, Heterogener Kooperation und von Inter- und Transdisziplinarität.

## DFG-Projekt „Natur und Gesellschaft erfahren“
Tanja Bogusz warb 2021 das mit rund 500.000 EUR dotierte Drittmittelprojekt „Experiencing Nature and Society. A multi-sited Ethnography on Marine and Ethnographic Field Sciences“ ein. In dem Projekt verknüpft sie ihren experimentalistischen Forschungsansatz mit einem methodologischen Vergleich sozial- und naturwissenschaftlicher – insbesondere meeresbiologischer – Feldforschungen. Ziel des Projektes ist es, eine interdisziplinäre Feldheuristik zu entwickeln, die zur Verbesserung der Zusammenarbeit dieser weit auseinander liegenden Wissenskulturen im Zeitalter von Artensterben und Klimawandel beitragen.

## Mitgliedschaften und Aktivitäten (Auswahl)
Tanja Bogusz ist Mitglied der Sektionen Soziologische Theorie, Umweltsoziologie und Kultursoziologie in der Deutschen Gesellschaft für Soziologie (DGS), Ko-Sprecherin der Strategiegruppe Marine Kultur- und Sozialwissenschaften im Deutschen Konsortium für Meeresforschung, Vorstandsmitglied des wissenschaftlichen Vereines stsing – Doing STS in and through Germany, Mitglied der European Association for the Study of Science and Technology (EASST), des Centre d’études des mouvements sociaux (CEMS/IMM) an der EHESS Paris, sowie des Editorial Boards der Zeitschrift Pragmata, Association des études pragmatistes.
Sie ist Gutachterin für diverse sozialwissenschaftliche Fachredaktionen, darunter die Zeitschrift für Soziologie, die Österreichische Zeitschrift für Soziologie, das Journal of Classical Sociology; Theory, Culture and Society, Science & Technology Studies, Space and Culture, Mattering Press und Anthropologie des connaissance. Seit 2008 ist sie Vertrauensdozentin der Hans-Böckler-Stiftung.

## Namensgeberin
2018 benannten die Taxonomen Alberto Cecalupo und Ivan Perugia die Meeresschnecke Joculator boguszae nach Tanja Bogusz, die sie 2012 auf einer meeresbiologischen Expedition nach Papua-Neuguinea begleitete.

## Publikationen (Auswahl)

### Monografien (Auswahl)
- Institution und Utopie – Ost-West-Transformationen an der Berliner Volksbühne. Transcript, Bielefeld 2007, ISBN 978-3-89942-782-0.
- Zur Aktualität von Luc Boltanski. Einleitung in sein Werk. Verlag für Sozialwissenschaften, Wiesbaden 2010, ISBN 978-3-531-16425-0.
- Experimentalismus und Soziologie. Von der Krisen- zur Erfahrungswissenschaft. Campus, Frankfurt am Main & New York 2018, ISBN 978-3-593-50936-5.
- Experimentalism and Sociology. From Crisis to Experience. Cham: Springer Nature 2022, ISBN 978-3-030-92477-5
- Das Mädchen mit dem Heiermann. Großwerden auf St. Pauli. Rowohlt, Hamburg 2024, ISBN 978-3-499-01540-3

### Herausgeberschaften (Auswahl)
- Wozu Pragmatismus? Schwerpunktheft Berliner Journal für Soziologie, 3/4 2013 (mit Henning Laux).
- Émile Durkheim – Soziologie, Ethnologie, Philosophie. Frankfurt am Main / New York: Campus, Reihe „Theorie und Gesellschaft“ 2013 (mit Heike Delitz).

### Aufsätze (Auswahl)
- Experimentalismus statt Explanans? Zur Aktualität der pragmatistischen Forschungsphilosophie John Deweys. In: Zeitschrift für Theoretische Soziologie 2/2013, Schwerpunkt: „Soziologische Erklärungen und explanative Soziologie“, S. 52–65.
- Öffentliche Soziologie als experimentalistische Kollaboration. Zum Verhältnis von sozialwissenschaftlicher Theorie und Methode im Kontext disruptiven sozialen Wandels (mit Martin Reinhart). In: Selke, Stefan und Annette Treibel-Illian (Hg.): Öffentliche Gesellschaftswissenschaften. Wiesbaden: Springer VS 2017, S. 345–359.
- From Crisis to Experiment. Bourdieu and Dewey on Research Practice and Cooperation, in Schatzki, Theodore R. und Anders Buch (Hg.): Questions of Practice in Philosophy and Social Theory. London & New York: Routledge 2018, S. 156–175.
- Doing Biodiversity. Heterogene Kooperationen in der Erforschung von Mensch-Umweltbeziehungen, in: Henkel, Anna und Henning Laux (Hg.): Die Erde, der Mensch und das Soziale: Zur Transformation gesellschaftlicher Naturverhältnisse im Anthropozän. Bielefeld: Transkript 2018, S. 65–90.
- Ende des methodologischen Nationalismus? Soziologie und Anthropologie im Zeitalter der Globalisierung, in: Soziologie, Heft 2 / 2018, S. 143–156.
- Third Knowledge Spaces between Nature and Society. A Dialogue (mit Moritz Holtappels), in: Historical Social Research, Special Issue ‚Positionality Reloaded. Dimensions of Reflexivity in the Relationship between Science and Society‘ 2021. 46 (2): 264-286.
- Kollaboratives Forschen, in Selke, Stefan et al. (Hg.): Handbuch öffentliche Soziologie. Wiesbaden: Springer VS 2021: doi:10.1007/978-3-658-16991-6_28-1